# آلبرشت اونزولد
 آلبرشت اونزولد (انگلیسی: Albrecht Unsöld؛ زاده ۲۰ آوریل ۱۹۰۵ درگذشته ۲۳ سپتامبر ۱۹۹۵) یک فیزیک‌دان، و ستاره‌شناس اهل آلمان بود.